# Brujos y Guerreros
Sorcery! (Brujos y Guerreros según las traducciones de Altea de los años 1980 y ¡Brujería! según las traducciones de Devir Iberia de los años 2000) es una serie de cuatro libros juego escrita por Steve Jackson e ilustrada por John Blanche, publicada por Puffin Books (y en España por las editoriales Altea y Devir Iberia) entre 1983 y 1985 como un adjunto a la serie Fighting Fantasy (Lucha-Ficción). Aunque el sistema básico de combate es similar, los libros de Brujos y Guerreros van más allá de Lucha-Ficción en varios elementos, el más notable su longitud y complejidad y la oportunidad de jugar una forma avanzada de juego con un mago en lugar de con el guerrero básico. Además de permitir a los jugadores continuar con el mismo personaje de un libro al siguiente, Brujos y Guerreros tienen también un estilo de escritura más cuidado que los libros de Lucha-Ficción.
Estos añadidos fueron acompañados por una campaña publicitaria con la pregunta: ¿Por qué sólo los niños pueden divertirse? con la intención de acceder a un público de lectores más adulto que el mercado adolescente de la serie de Lucha-Ficción.
La serie de Brujos y Guerreros fue reeditada recientemente en el Reino Unido por Wizard Books y en España por Devir Iberia, como parte de una reedición de libros juego de Lucha-Ficción. La serie también fue convertida en una campaña del juego de rol Dungeons & Dragons (no traducida en España).

## Universo de juego
Brujos y Guerreros está ambientada en el mundo fantástico de Titán, que también aparece en otros libros de Lucha-Ficción, en un continente conocido sólo como «El Viejo Mundo». Varios pueblos surgieron en este continente y finalmente estalló una guerra: la Guerra de los Cuatro Reinos. Algún tiempo después del fin de este conflicto Chalanna el Reformador, rey de Femphrey, descubrió la Corona de los Reyes, un poderoso objeto mágico que confería a su portador gran sabiduría y talentos de liderazgo.
Chalanna decidió compartir la corona de forma alternativa entre los reinos vecinos para extender la paz. De esta forma la corona pasó por los reinos de Ruddleston, Lendleland, Gallantaria y Brice. En su momento el reino de Analand recibió la Corona, pero una noche los Hombres Pájaro la robaron y se la llevaorn a su amo, el Archimago de Mampang, cuya fortaleza se encontraba en los confines del país brutal y sin ley de Kakhabad. El objetivo del Archimago era utilizar la Corona para unir bajo su estandarte a todas las criaturas de Kakhabad e invadir los reinos vecinos.

## Modo de lectura
El jugador asume el papel de un héroe solitario al que le ha sido encomendada la misión de recuperar la Corona de los Reyes, impidiendo la invasión y salvando a Analand y los demás reinos de la ruina. En otros libros de la serie de Lucha-Ficción se hace referencia a la Guerra de los Cuatro Reinos, así como a criaturas y lugares que aparecen en la serie, como los Gatos de Snatta y las Colinas de Shamutanti.
La serie de Brujos y Guerreros proporciona al jugador la posibilidad de jugar como un guerrero (el juego «básico») o como un mago (el juego «avanzado»). Si el jugador elige jugar como guerrero, entonces el libro juego sigue la tendencia establecida en Lucha-Ficción, mientras que seleccionar un mago abre un sistema nuevo de juego. El jugador mago comienza con estadísticas más bajas, pero tiene acceso a una amplia variedad de conjuros. El sistema de lanzamiento de conjuros, basados en la memorización de combinaciones de tres letras, era único en la serie de Lucha-Ficción -aunque libros juego como La Ciudadela del Caos (Steve Jackson, 1983) presentaba a un protagonista que utilizaba magia, la escala de Brujos y Guerreros era completamente nueva: 48 hechizos separados con códigos de tres letras como RAY", "PUM" or "BOL", y además muchos de ellos requerían el uso de un objeto y todos entrañaban un coste. En 1983 fue publicada una edición de lujo del libro de conjuros de Brujos y Guerreros con una ilustración de John Blanche para cada conjuro (estas ilustraciones fueron añadidas a las reediciones recientes).
Brujos y Guerreros también dispone de un rasgo único diseñado para permitir a los lectores jugar al libro juego aunque no dispongan de un par de dados. Impresos en cada página hay un par de caras de dados. En lugar de tirar físicamente unos dados el jugador puede simplemente pasar las páginas y detenerse en una al azar, aceptando la imagen de los dados de esa página como el resultado de esa tirada. Reediciones de otros libros juego de Lucha-Ficción también incluyen este sistema de dados impresos.
El viaje iniciado en Brujos y Guerreros es una historia épica que abarca cuatro volúmenes, que pueden jugarse individualmente. Muchos de los desafíos en los libros juego son facilitados por objetos e información que sólo puede encontrarse jugando y completando los libros previos. Cada libro es más largo que los libros habituales de Lucha-Ficción, y cada uno de ellos tiene más de 400 secciones: Las Colinas de Shamutanti es el más breve, con 456 secciones, mientras que La Corona de los Reyes tiene 800.

## Libra, la Diosa de la Justicia
Una vez por libro el jugador es capaz de invocar a la diosa Libra, la Diosa de la Justicia de Titán y diosa patrona de Analand. Puede realizarse en cualquier momento para restaurar las estadísticas de Destreza, Resistencia y Suerte a su máximo, o retirar todas las maldiciones y enfermedades que hayan afectado al personaje. Además, hay varios momentos en la aventura en los que al personaje se le da la oportunidad de invocar a Libra para liberarse de su aprisionamiento, o más apremiante, de una muerte instantánea. 

## Los Libros de la serie

### Las colinas de Shamutanti[2]
El primer libro de la serie detalla el comienzo del viaje del personaje hacia la Fortaleza de Mampang, abarcando el trayecto desde Analand a Kharé a través de las Colinas de Shamutanti, una peligrosa región ocupada por una amplia variedad de nómadas y monstruos. Al ser el principio de la serie, este libro es el más fácil de completar, excepto la guarida llena de trampas de una Mantícora cerca del final.

### Kharé —Ciudad de las Mil Trampas[3]
El segundo libro de Brujos y Guerreros comienza con el jugador ante las puertas de la ciudad de Kharé, una ciudad fortificada en el único paso que atraviesa el río Jabaji. Mientras recorre esta peligrosa ciudad, el jugador debe localizar las cuatro líneas de un conjuro que abrirá la Puerta Norte y le permitirá salir de la ciudad a las tierras salvajes de las Baklands. Sin embargo, el jugador sólo necesita encontrar tres de las líneas mientras juega la aventura. Hay varias rutas a través de la ciudad y una amplia variedad de localizaciones que visitar y situaciones en las que quedar atrapado. Los oponentes a los que el personaje tiene que enfrentarse en combate son pocos, salvo un poderoso Espectro que requiere todas las reservas de fuerza y suerte para ser derrotado.

### Las siete serpientes[4]
Tras completar el segundo libro de la serie de Brujos y Guerreros, el jugador se encuentra en los comienzos de las Bakland un terrible yermo salvaje que debe atravesar para llegar hasta la Fortaleza de Mampang. Mientras viaja el jugador debe localizar a las Siete Serpientes, las mensajeras y espías del Archimago, que han descubierto la misión del personaje y se dirigen hacia Mampang para advertir a su amo de su presencia. El grado de éxito alcanzado por el jugador en este libro tendrá un impacto directo sobre los desafíos a los que se enfrentará en el último libro. Es el volumen más lineal de la serie, pero también el más difícil de completar con un éxito total, descubriendo y derrotando a todas las Siete Serpientes.

### La corona de los reyes[5]
El cuarto libro describe la llegada del jugador a la fortaleza de Mampang y la confrontación final con el Archimago. La corona de los reyes es el que se parece más a la fórmula tradicional de los libros de Lucha-Ficción establecida por otros volúmenes como El hechicero de la Montaña de Fuego (Steve Jackson e Ian Livingstone, 1982), aunque es más largo y difícil que cualquiera de los demás libros de la serie Brujos y Guerreros.